# Septalogia
Septalogia – rzadko używane określenie serii siedmiu dzieł sztuki (np. książek lub filmów) połączonych co najmniej jednym wspólnym wątkiem. Jedną z bardziej znanych septalogii jest seria książek Harry Potter.
Najbardziej znane septalogie:
| Septalogia                            | Daty                           | Autor                         |
| The Cycle of Life                     |                                | Edward Maryon                 |
| W poszukiwaniu straconego czasu       | 1913–1927                      | Marcel Proust                 |
| Opowieści z Narnii                    | 1949–1954                      | C.S. Lewis                    |
| Cykl Fundacja                         | 1951–1983                      | Isaac Asimov                  |
| Le Livre des questions (Księga pytań) | 1963–1973 (1976–1984 w Anglii) | Edmond Jabès                  |
| Narratives of Empire                  | 1967–2000                      | Gore Vidal                    |
| Licht (Światło, seria oper)           | 1977–2003                      | Karlheinz Stockhausen         |
| The Death Gate Cycle                  | 1990–1994                      | Margaret Weis & Tracy Hickman |
| Masters of Rome                       | 1990–2007                      | Colleen McCullough            |
| Tomorrow series                       | 1993–1999                      | John Marsden                  |
| Harry Potter                          | 1997–2007                      | J.K. Rowling                  |
| Septologia                            | 2019-2021                      | Jon Fosse                     |